# هانائی ایتو
هانائی ایتو (به انگلیسی: Hanae Ito) (زادهٔ ۱۸ ژانویهٔ ۱۹۸۵) شناگر اهل ژاپن است.